# Santiago Salcedo
Santiago Salcedo (født 6. september 1981) er en paraguayansk fodboldspiller.

## Paraguays fodboldlandshold
| Paraguays landshold | Paraguays landshold | Paraguays landshold |
| År                  | Kmp                 | Mål                 |
| ------------------- | ------------------- | ------------------- |
| 2003                | 1                   | 0                   |
| 2004                | 0                   | 0                   |
| 2005                | 2                   | 0                   |
| 2006                | 0                   | 0                   |
| 2007                | 0                   | 0                   |
| 2008                | 0                   | 0                   |
| 2009                | 0                   | 0                   |
| 2010                | 0                   | 0                   |
| 2011                | 0                   | 0                   |
| 2012                | 1                   | 0                   |
| Total               | 4                   | 0                   |